# Elymus retusus
Elymus retusus är en gräsart som beskrevs av Áskell Löve. Elymus retusus ingår i släktet elmar, och familjen gräs. Inga underarter finns listade i Catalogue of Life.